# Bobgunnia fistuloides
Bobgunnia fistuloides (Syn.: Swartzia fistuloides) ist eine Pflanzenart aus der Gattung Bobgunnia innerhalb der Familie der Hülsenfrüchtler (Fabaceae). Dieser Baum ist im tropischen West- und Zentralafrika von der Elfenbeinküste bis zu Kongobecken verbreitet.

## Beschreibung

### Vegetative Merkmale
Bobgunnia fistuloides wächst als immergrüner Baum und erreicht Wuchshöhen bis über 25, selten bis zu 40 Meter und Stammdurchmesser von über 80, selten bis zu 100 Zentimeter. Der Stamm ist leicht geriffelt und es sind Wurzelanläufe vorhanden. Die gelblich-braune bis gräuliche Borke ist schuppig bis abblätternd.
Die wechselständig angeordneten Laubblätter sind in Blattstiel und -spreite gegliedert.  Der Blattstiel ist bis zu 6,5 Zentimeter lang. Die Blattspreite ist wechselnd unpaarig gefiedert mit bis zu 21 Blättchen. Die Blattrhachis bis zu 27 Zentimeter lang. Die kurz gestielten, fast kahlen Blättchen sind bei einer Länge von bis 12,5 Zentimeter eiförmig bis elliptisch oder manchmal verkehrt-eiförmig mit zugespitztem oberen Ende und ganzrandig. Die Blättchenstiele sind behaart. Es sind kleine Nebenblätter vorhanden.

### Generative Merkmale
Der  achselständige, relativ lange, fast kahle und traubige Blütenstand enthält locker verteilt viele Blüten. Diebehaarten Blütenstiele sind bis zu 2 Zentimeter lang.
Die duftenden, zwittrigen Blüten sind zygomorph und fünfzählig mit doppelter Blütenhülle. Der leicht fein behaarte Kelch ist bis zu siebenlappig aufreißend. Die Blütenkrone hat die der Form der Schmetterlingsblüten und ist weiß-gelb. Es ist nur ein bis zu 3 Zentimeter großes, weiß-rosa, knittriges, kurz genageltes und außen fein behaartes Kronblatt mit einem gelben Fleck an der Basis vorhanden. Es sind viele etwa 2,5 Zentimeter lange, orangefarbene Staubblätter vorhanden. Der kahle, längliche und gestielte, gynophore, gebogene Fruchtknoten ist oberständig. Der kurze Griffel endet in einer kleinen Narbe.
Die bei Reife verholzten, dunkel-braunen, glänzenden Hülsenfrüchte sind bei einer Länge von bis über 30, selten bis zu 80 Zentimeter schmal, zylindrisch und öffnen sich nicht, sind an den mehreren Samen leicht eingeschnürt und relativ gerade bis leicht gebogen. Die glänzenden Samen sind bei einer Größe von 0,6 bis 1 Zentimeter  ellipsoide bis leicht nierenförmig, abgeflacht und liegen in einem klebrigen, duftenden „Gewebe“.

## Taxonomie

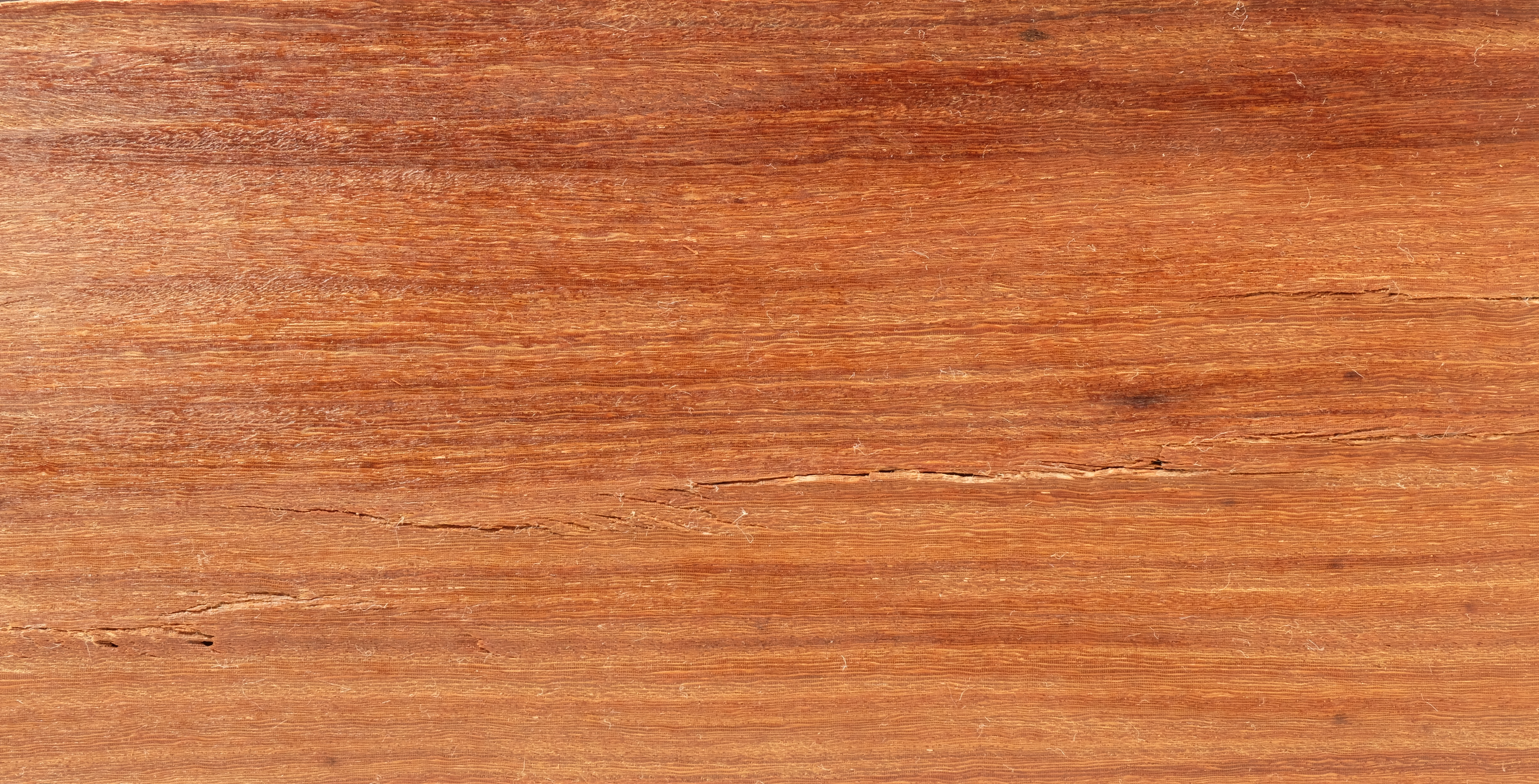
Holz von Bobgunnia fistuloides

Die Erstbeschreibung erfolgte 1910 unter dem Namen (Basionym) Swartzia fistuloides durch Hermann August Theodor Harms in Adolf Engler (Hrsg.): Botanische Jahrbücher für Systematik, Pflanzengeschichte und Pflanzengeographie, Band 45, S. 305. Die Neukombination zu Bobgunnia fistuloides (Harms) J.H.Kirkbr. & Wiersema wurde 1997 durch Joseph Harold Kirkbride Junior (* 1943) und John Harry Wiersema (* 1950) in Brittonia Band 49, S. 3 veröffentlicht. Die Veröffentlichung von Kirkbridge und Wiersema hatte den Titel: Bobgunnia, a New African Genus of Tribe Swartzieae (Fabaceae, Faboideae). Der Gattungsname Bobgunnia ehrt den amerikanischen Botaniker Charles Robert ('Bob') Gunn (1927–2015).

## Verwendung
Das sehr schwere, schöne und beständige Holz, Eisenholz, ist gesucht. Es ist bekannt als Pao rosa oder Pau ferro.